# Піррос Дімас
Піррос Дімас (13 жовтня 1971, Хімара, Албанія) — грецький спортсмен, важкоатлет, багаторазовий чемпіон Греції, чемпіон Європи (1995), триразовий чемпіон світу (1993, 1995, 1998), триразовий Олімпійський чемпіон (1992, 1996, 2000), одинадцятикратний рекордсмен світу.

## Біографія
Піррос Дімас народився в місті Хімара на півдні Албанії в родині етнічних греків. 1982 року почав займатися важкою атлетикою і в 1989 і 1990 році ставав чемпіоном Албанії у ваговій категорії до 82,5 кг. 1991 року переїхав до Греції, 1992 року отримав грецьке громадянство.
1992 року дебютував під грецьким прапором на міжнародних змаганнях, завоював бронзову медаль чемпіонату Європи, а потім здобув сенсаційну перемогу на Олімпійських іграх 1992 у Барселоні. Впродовж наступних двох олімпійських циклів Піррос Дімас залишався провідним важкоатлетом світу у своїй ваговій категорії, тричі перемагав на чемпіонатах світу, тричі на Олімпійських іграх, встановив 11 світових рекордів.
Після перемоги на Олімпійських іграх 2000 у Сіднеї Пірроса Дімаса переслідували травми, які кілька років не дозволяли йому виступати на змаганнях. Він переніс кілька операцій, не зміг повністю позбутися від болю в спині і кисті руки, але тим не менш вирішив виступати на Олімпійських іграх 2004 в Афінах, де йому була довірена честь нести прапор Греції на церемонії відкриття і закриття. Піррос Дімас був близький до завоювання четвертої золотою олімпійської медалі, але загострення травми не дозволило йому успішно виконати дві останні спроби в поштовху, і він посів лише третє місце за сумою двоборства. Незважаючи на цю відносну невдачу зал вітав його овацією і гімном Греції.
Піррос Дімас став першим важкоатлетом в історії, якому вдалося завоювати три золоті і одну бронзову медаль Олімпійських ігор. 2004 року він вирішив завершити спортивну кар'єру і перейшов на роботу коментатора та експерта грецького телебачення. В червні 2008 року став віце-президентом, а в жовтні 2008 року президентом Федерації важкої атлетики Греції.

## Родина
Піррос Дімас одружений з Анастасією Сдуґу, колишньою спортивною репортеркою Грецького національного телебачення. Вони мають 4 спільних дітей: Олена (нар. 1995), Віктор (нар. 1998), Марія (нар. 2000) і Ніколаос (нар. 2009).

## Найкращі спортивні результати
- Ривок: 180,5 кг 1999 року в Афінах в категорії спортсменів до 85 кг.
- Поштовх: 215,0 кг на Олімпіаді 2000 в Сіднеї в категорії спортсменів до 85 кг.
- Загалом: 392,5 кг на Олімпіаді 1996 в Атланті в категорії спортсменів до 83 кг[9]